# Lahn (Bassa Sassonia)
Lahn è un comune di 931 abitanti della Bassa Sassonia, in Germania.
Appartiene al circondario (Landkreis) dell'Emsland (targa EL) ed è parte della comunità amministrativa (Samtgemeinde) di Werlte.